# Teningen
Teningen település Németországban, azon belül Baden-Württembergben. Lakosainak száma 12 234 fő (2023. december 31.). Teningen Emmendingen és Reute községekkel határos.

## Népesség
A település népessége az elmúlt években az alábbi módon változott:
| Lakosok száma | 7886 | 9303 | 10 659 | 10 586 | 10 602 | 11 249 | 11 743 | 11 807 | 11 545 | 12 234 |
|               | 1961 | 1967 | 1974   | 1980   | 1987   | 1993   | 2000   | 2006   | 2013   | 2023   |